# Туристичне спорядження

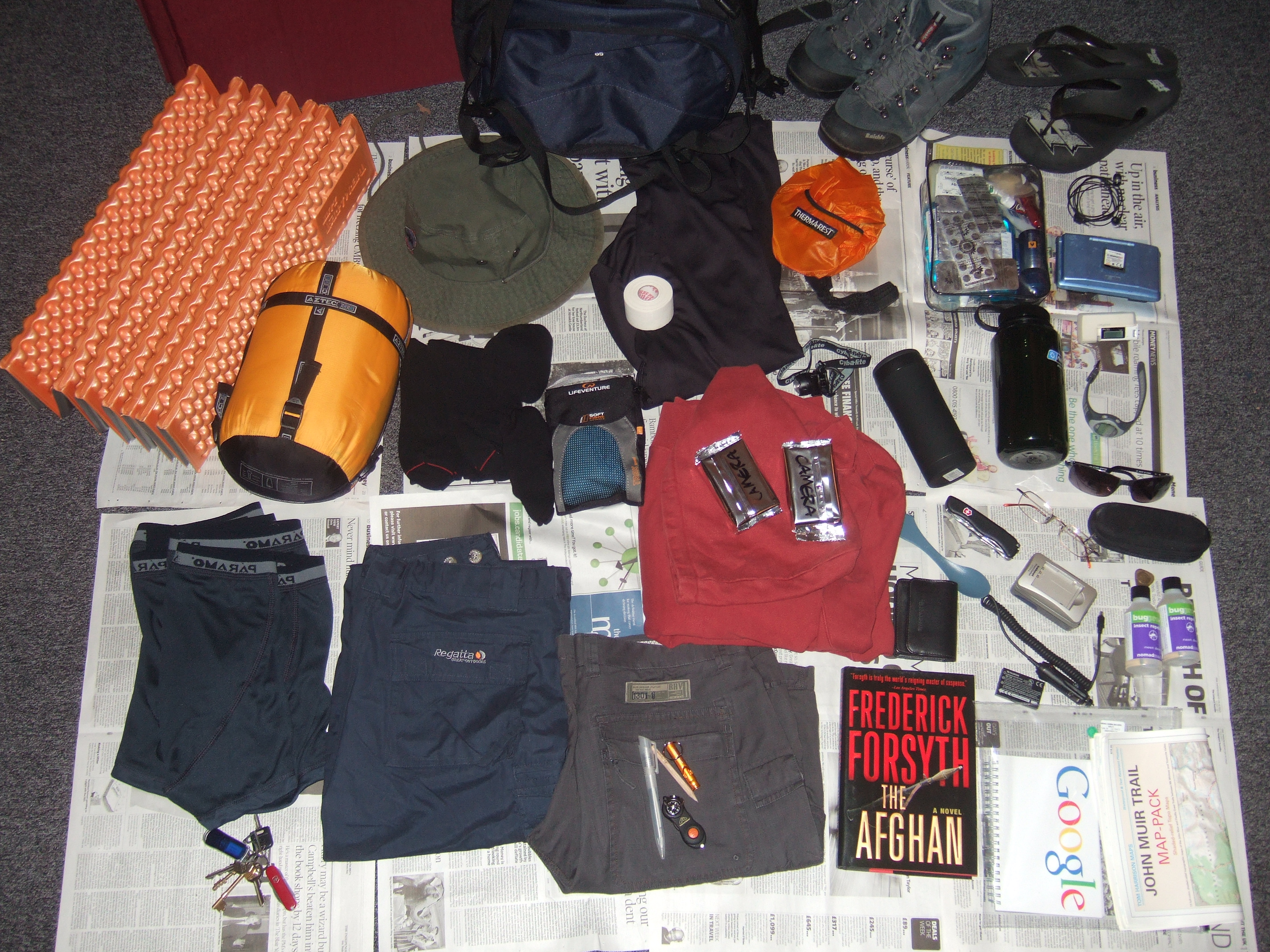
Туристичне спорядження

Туристичне спорядження — предмети і матеріали, які використовуються під час туристичного походу. Спорядження має бути легким, міцним, надійним та зручним. Відповідати кліматичним умовам, тривалості, меті та складності походу. Від того, як буде екіпірований турист, залежить його здоров'я та успішність походу.

## Класифікація
Туристичне спорядження прийнято кваліфікувати на:
- Особисте спорядження — це предмети індивідуального користування, до них належать:
  - Рюкзак
  - Каримат
  - Спальний мішок
  - Накидка від дощу
  - Одяг
    - Куртка (вітрозахисний одяг)
    - Комплект запасного одягу (теплого) — спортивні штани, сорочка, светр
    - Комплект нижньої білизни
    - Спортивна шапка (влітку — панамка, «блайзер»)
    - Шкарпетки (шерстяні і бавовняні) — два комплекти
    - Рукавиці теплі (взимку), навесні і восени — тонкі

  - Взуття
    - Зимові черевики з підошвою типу «вібрам» — взимку
    - Літні черевики, бажано мати запасне взуття (кросівки) — в літку

  - Трекінгові палиці
  - Засоби гігієни (рушник, зубна щітка, зубна паста, мило)
  - Посуд (чашка, миска, ложка, ніж)
  - Фляга для води
  - Ліхтарик
  - Сірники
  - Затемнені окуляри (обов'язково для зимових походів)
  - Документ, який засвідчує особу (паспорт, посвідчення, учнівський чи студентський квитки
  - Годинник
  - Набір харчових продуктів (відповідно до розподілу керівником групи)
  - Кишенькові «нз» продуктів (шоколад, сухофрукти)
- Групове спорядження — це предмети і матеріали, які використовуюся усіма учасниками походу. Добір групового спорядження залежить він кількості учасників, складності походу та ін., до нього відноситься:
  - Намет
  - Начиння (казанки, відра)
  - Інструменти та спеціальні прилади (пила, сокира, пальники, ремнабір, аптечка.
  - Рукавиці для роботи біля вогню
- Спеціальне сопрядження — предмети які необхідні при певні специфіці походу:
  - Мотузки, системи, карабіни, жумари, вісімки, льодоруби, кішки, крюки, льодобур, скельний молоток, захисна каска, лавинна лопата
  - Байдарки, рятувальні жилети
  - Лижі
- Прилади:
  - Фото та відео техніка
  - Навігатори, компаси
  - РаціЇ

## Галерея туристичного спорядження

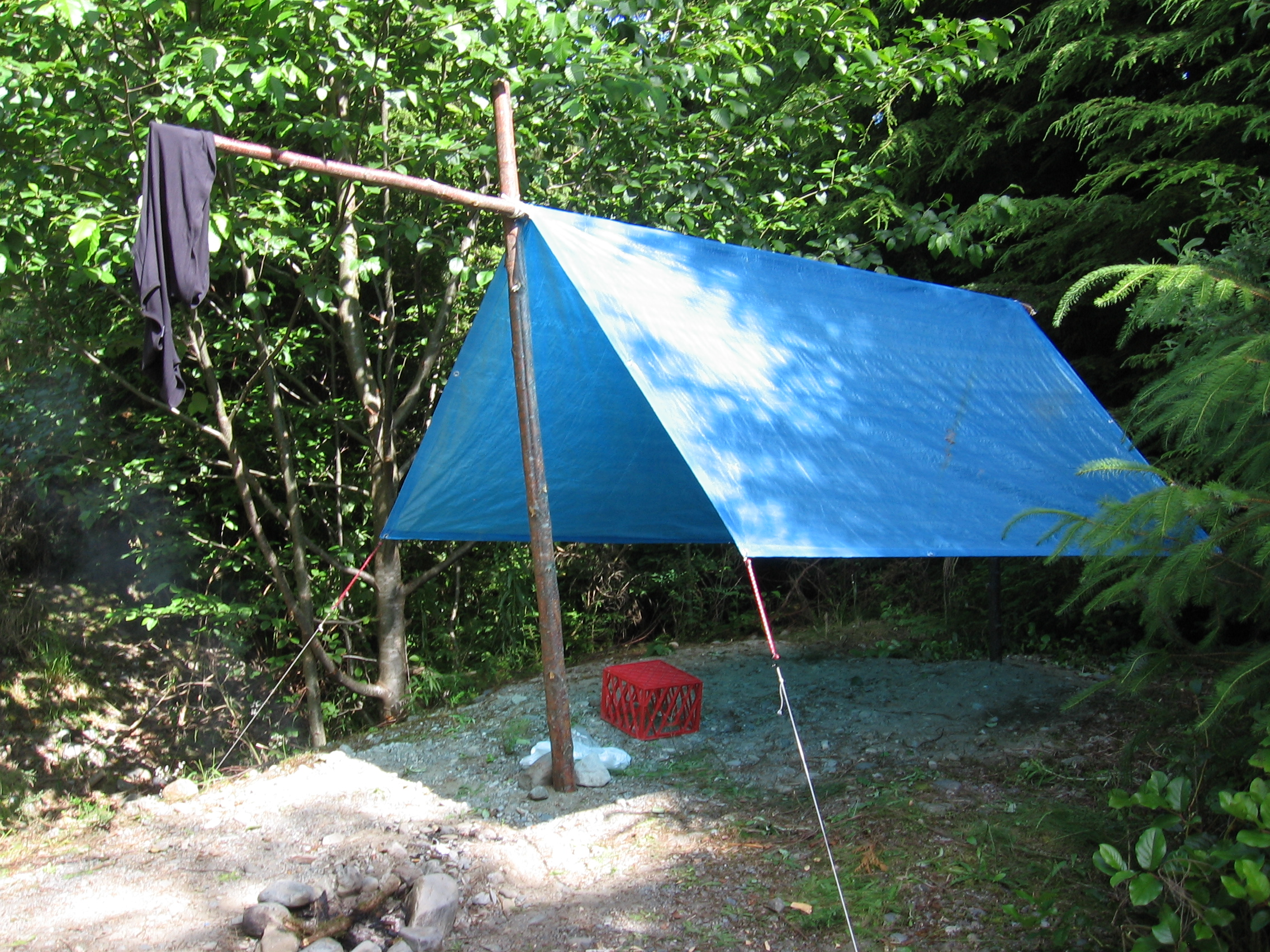
Бівуачний тент
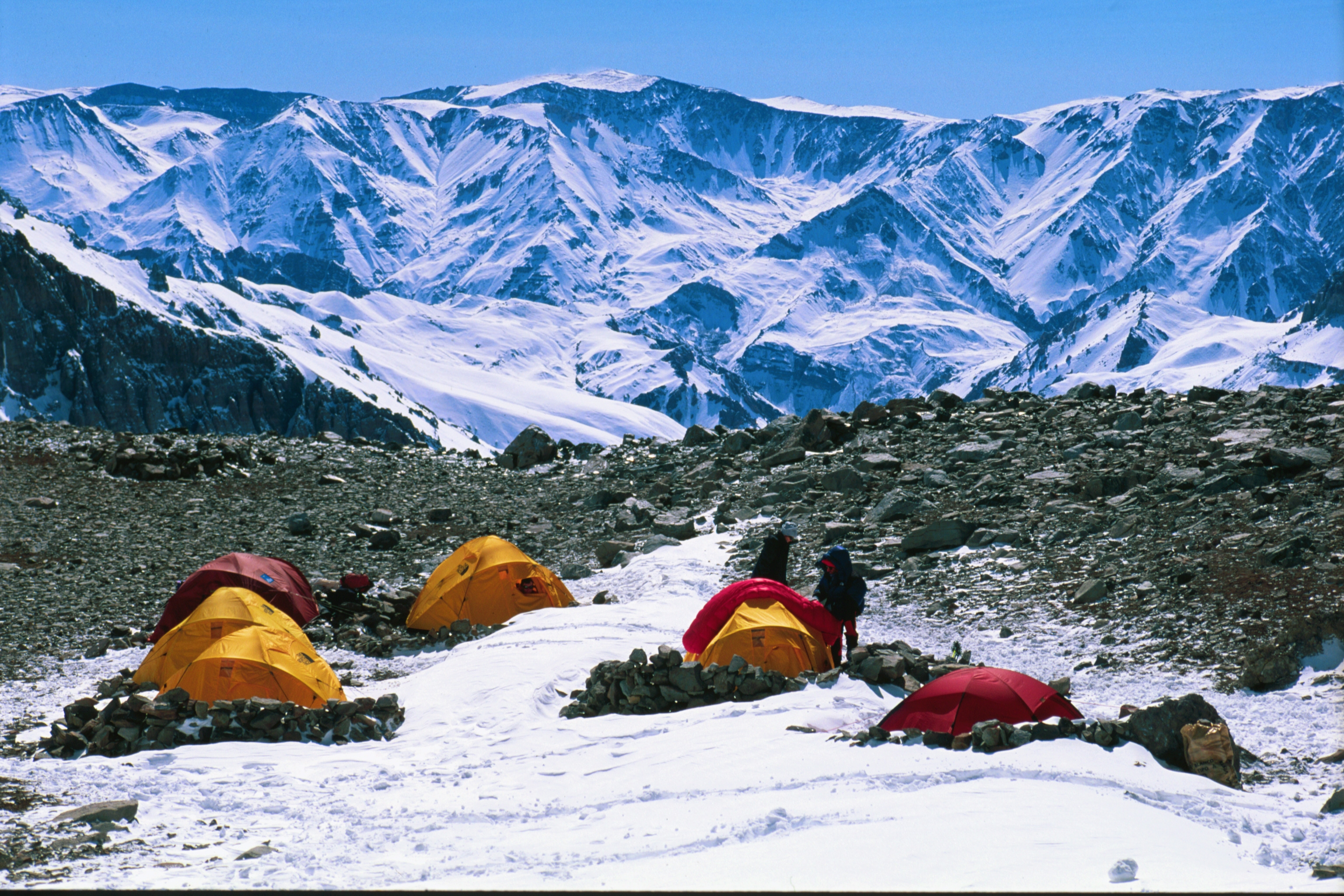
Наметове містечко Аконкагуа, Чилі
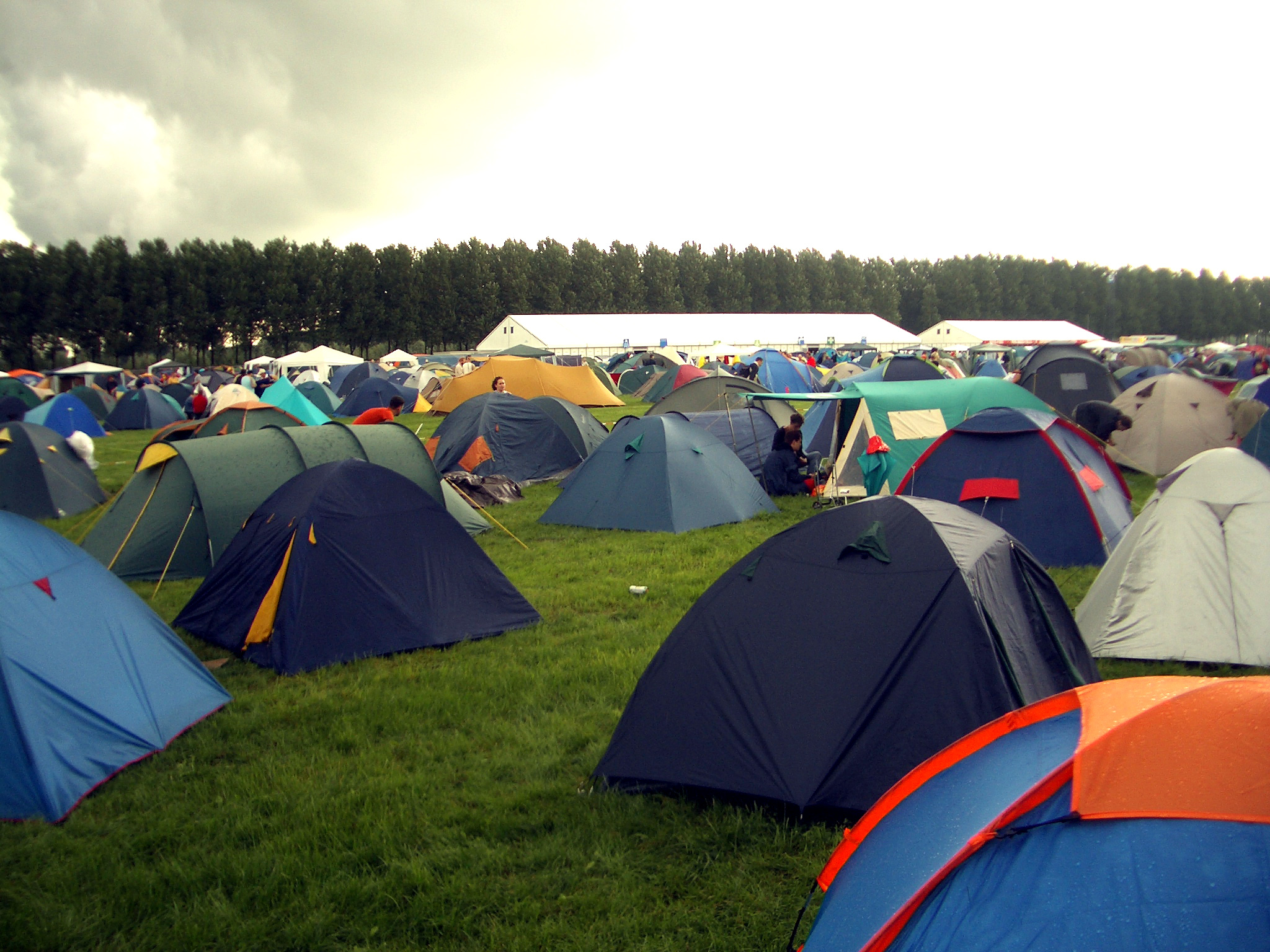
Сучасний намет
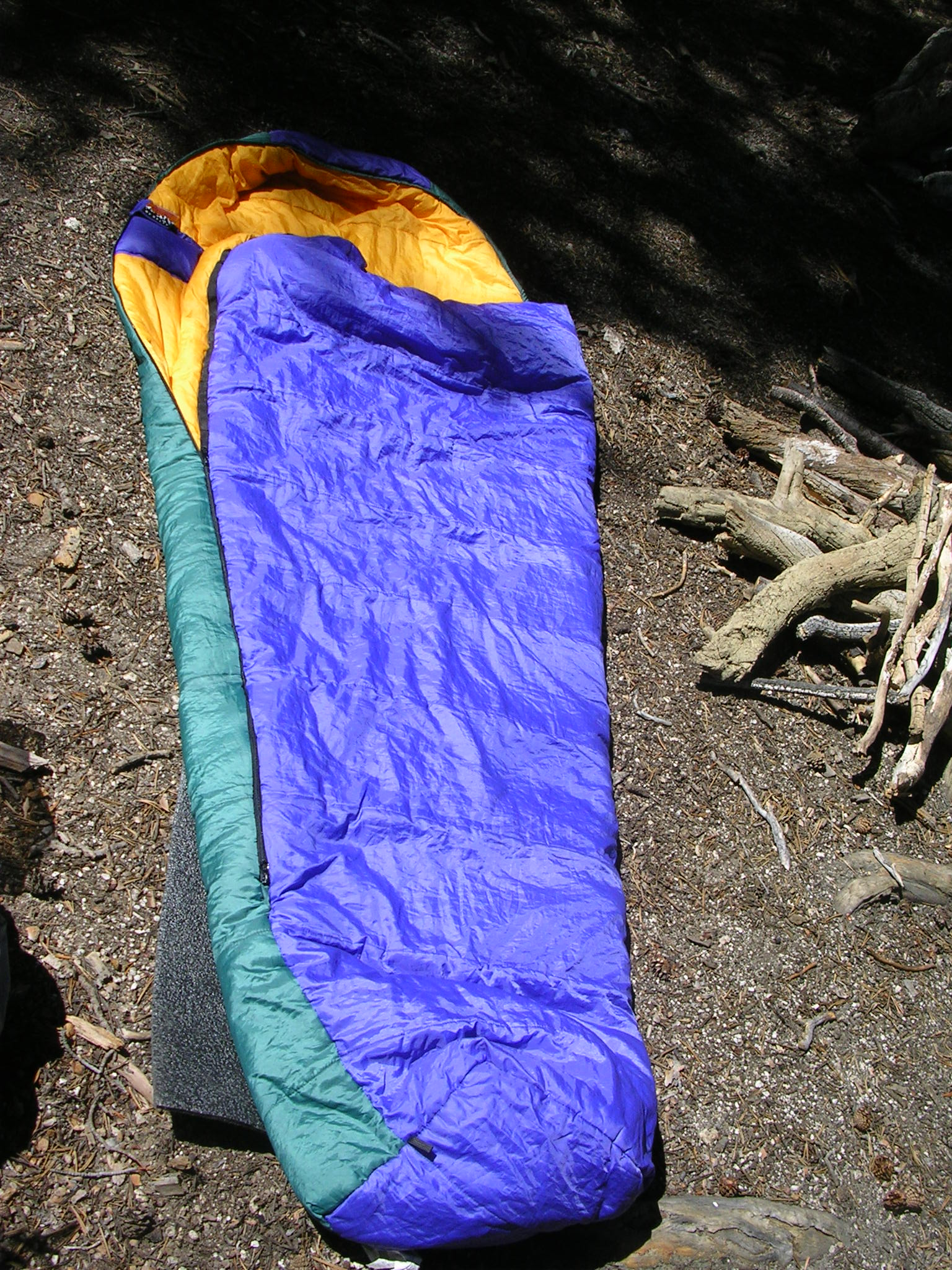
Спальний мішок
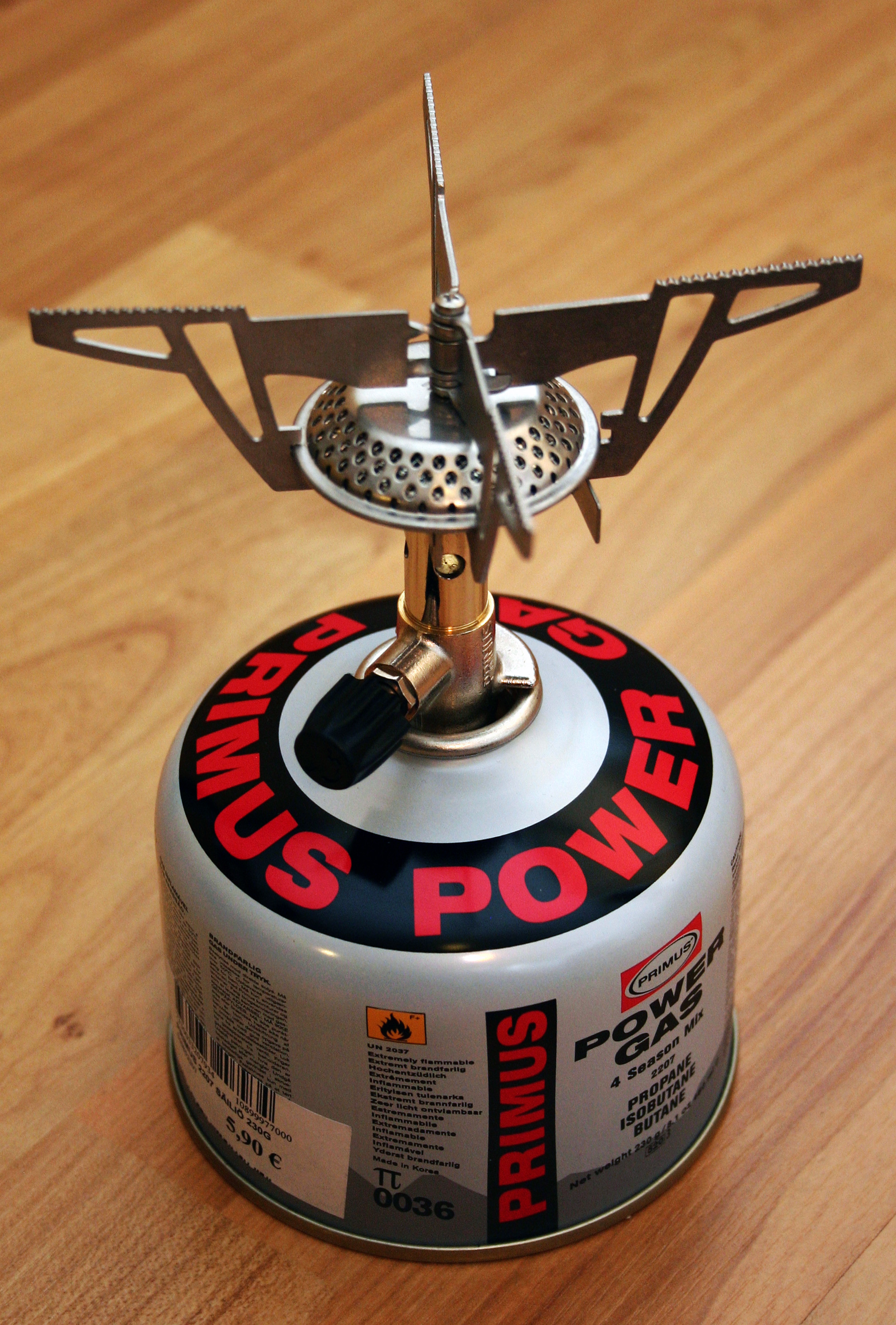
Портативна газова горілка
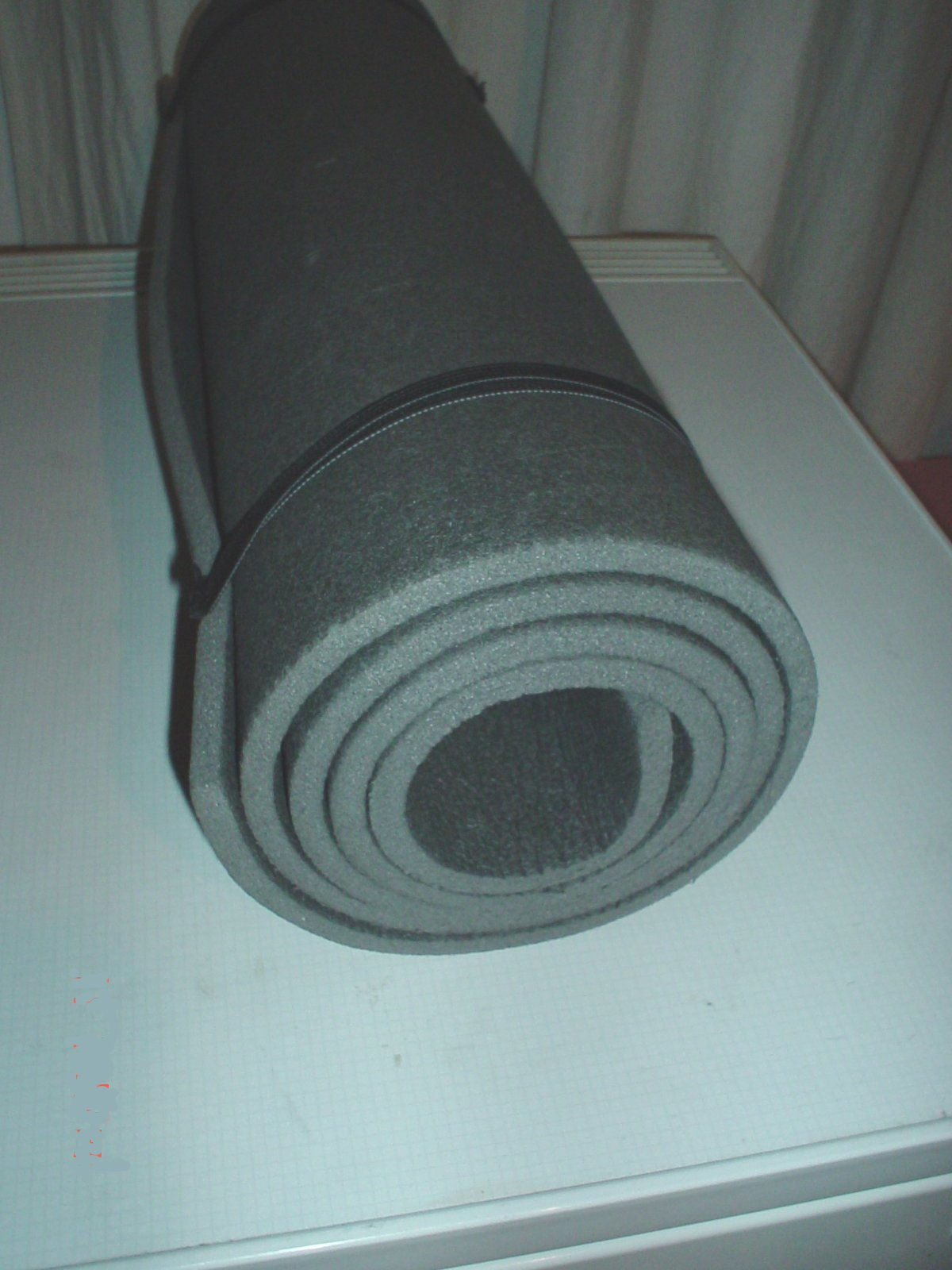
Килимок